# Szendai
Szendai (japánul: 仙台市 [Szendai-si], Hepburn-átírással Sendai-shi) Mijagi prefektúra székhelye Japánban. Az északkeleti Tóhoku régió legnépesebb városa, Japán tizenhét kijelölt városa közé tartozik.
A várost Date Maszamune daimjó alapította 1600-ban.
2011. március 11-én 8,8-8,9-es erősségű földrengés következett be a térségben, mely a japán történelem legnagyobb erejű rengése volt.

## Népesség
| Lakosok száma | 1 045 986 | 1 082 159 | 1 061 177 |
|               | 2010      | 2015      | 2020      |

## Fordítás
- Ez a szócikk részben vagy egészben a Sendai című angol Wikipédia-szócikk ezen változatának fordításán alapul.  Az eredeti cikk szerkesztőit annak laptörténete sorolja fel. Ez a jelzés csupán a megfogalmazás eredetét és a szerzői jogokat jelzi, nem szolgál a cikkben szereplő információk forrásmegjelöléseként.